# ジャパニカ種
もしかして
- ジャポニカ種
- ジャバニカ種

のいずれかではありませんか？